# Ильин, Александр Никифорович
Александр Никифорович Ильин (28 июля [9 августа] 1840 — не ранее 1908) — русский офицер, генерал-майор (1894). В отставке общественный деятель. Симферопольский городской голова (1897—1901). Председатель Таврической учёной архивной комиссии (1896—1908).

## Биография
Родился 28 июля 1840 года. С 16.06.1859 года прапорщик. С 26.08.1862 года подпоручик. В 1865 году окончил Николаевскую академию Генерального штаба по 2 разраду. С 25.08.1865 года поручик. С 30.08.1867 года штабс-капитан. С 30.08.1869 года капитан. С 10.01.1876 года подполковник и Череповецкий уездный (Новгородской губернии) воинский начальник. Член Череповецкого благотворительного общества. С 26.01.1885 года полковник и симферопольский уездный (Таврической губернии) воинский начальник. 6 февраля 1894 года был уволен в отставку с мундиром и пенсией с производством в генерал-майоры. В 1897—1901 годах городской голова Симферополя.
В 1896—1908 годах третий, после скоропостижной смерти В. В. Олива, председатель Таврической учёной архивной комиссии.
Женат, имел 3 детей.

## Награды
- орден Св. Анны 3 степени (1871),
- орден Св. Станислава 2-й степени (1879),
- орден Св. Анны 2 степени (1888),
- орден Св. Владимира 4-й степени (1892)[2].